# کریستینا استوز
کریستینا استوز (انگلیسی: Cristina Estévez؛ زادهٔ ۵ ژوئن ۱۹۸۶) بازیکن فوتبال اهل اسپانیا است.
از باشگاه‌هایی که در آن بازی کرده‌است می‌توان به باشگاه فوتبال زنان والنسیا اشاره کرد.
وی همچنین در تیم ملی فوتبال زنان اسپانیا بازی کرده‌است.